# Cardom
Il Cardom (in inglese: Hatchet) è un porta mortaio (RMS) israeliano da 81 mm/120 mm, prodotto da Soltam Systems. È utilizzato dall'esercito degli Stati Uniti, dalle forze di difesa israeliane, dai paesi della NATO e altri. Il Cardom è un sistema autonomo e computerizzato per il montaggio su mezzi corazzati leggeri e medi. Il sistema fornisce un supporto di fuoco( definito dal Dipartimento della Difesa degli Stati Uniti come "incendi che supportano direttamente le forze operative terrestri , marittime , anfibie e speciali per ingaggiare forze nemiche, formazioni di combattimento e installazioni nel perseguimento di obiettivi tattici e operativi") accurato ed efficace.

## Descrizione
Il sistema utilizza una nuova navigazione integrata computerizzata e sistemi di auto posizionamento e puntamento. I suoi moderni dispositivi di acquisizione del bersaglio, insieme a un sistema di mortaio a rinculo appositamente progettato, attenua i carichi di sparo e consente di montare i sistemi su AFV su ruote e cingolati, o anche su veicoli come i camion. I meccanismi di puntamento CARDOM sono collegati a sistemi di comando, controllo e comunicazione all'avanguardia, per ottenere una modalità di posa automatica a risposta rapida. Il sistema Cardom fornito dall'IDF prende i dati di acquisizione del bersaglio, che fornisce distanza, rilevamento, posizione e altri dati da un punto di osservazione e li trasmette direttamente al sistema. Utilizzando servomotori elettrici, la canna del mortaio viene quindi impostata agli esatti angoli di traslazione e di elevazione per poi colpire il bersaglio.
Il Cardom da 120 mm ha una velocità di scoppio di 16 colpi/min, seguita da una velocità di fuoco sostenuta di 4 colpi/min. Il Cardom Recoil Mortar System è stato qualificato per schierare con la 3ª brigata Stryker dell'esercito americano e sarà accoppiato al sistema di controllo del fuoco del mortaio M95 dell'esercito americano sul portamortaio M1129.

## Utilizzatori
Azerbaigian
- Azərbaycan Quru Qoşunları[1]

 Camerun
- Forces Armées Camerounaises[1]

 Danimarca
- Hæren (Danimarca)

conosciuti come M/10 o Cardom 10
 Israele
- Zro'a Ha-Yabasha[3][4]

 Kazakistan
- Forze terrestri della Repubblica del Kazakistan[1]

 Portogallo
- Exército Português[1]

 Filippine
- Hukbong Katihan ng Pilipinas[5]

 Spagna
- Ejército de Tierra[6]

 Thailandia
- Kongthap Bok Thai

 Uganda
- Forza di Difesa Popolare dell'Uganda[1]

 Stati Uniti
- United States Army

Finora sono stati prodotti oltre 320 sistemi di mortaio per l'esercito degli Stati Uniti.
 Zambia
- [7]